# Старокрасношорська сільська рада
Старокрасношорська сільська́ ра́да — адміністративно-територіальна одиниця та орган місцевого самоврядування у Сторожинецькому районі Чернівецької області. Адміністративний центр — село Стара Красношора.

## Загальні відомості
- Населення ради: 745 осіб (станом на 2001 рік)

## Населені пункти
Сільській раді підпорядковані населені пункти:
- с. Стара Красношора

## Склад ради
Рада складається з 16 депутатів та голови.
- Голова ради: Луптович Віктор Юзефович
- Секретар ради: Дерчик Марта Антонівна

### Керівний склад попередніх скликань
| Прізвище, ім'я, по батькові | Основні відомості                                                 | Дата обрання | Дата звільнення |
| --------------------------- | ----------------------------------------------------------------- | ------------ | --------------- |
| Луптович Віктор Юзефович    | Сільський голова, 1976 року народження, освіта вища               | 26.03.2006   | 31.10.2010      |
| Луптович Віктор Юзефович    | Сільський голова, 1976 року народження, освіта вища, безпартійний | 31.10.2010   |                 |

Примітка: таблиця складена за даними сайту Верховної Ради України

### Депутати
За результатами місцевих виборів 2010 року депутатами ради стали:

#### За суб'єктами висування
| Суб'єкт висування | Кількість обраних депутатів | %   |
| ----------------- | --------------------------- | --- |
| Самовисування     | 16                          | 100 |

#### За округами
| № округу | Прізвище, ім'я, по батькові      | Дата визнання обраним | Освіта             | Партійна приналежність                        | Відомості про обраного депутата                                      |
| -------- | -------------------------------- | --------------------- | ------------------ | --------------------------------------------- | -------------------------------------------------------------------- |
| 1        | Гнатюк Руслан Володимирович      | 02.11.2010            | вища               | член Політичної партії «Наша Україна»         | Красноїльський обласний протитуберкульозний санаторій, лікар-педіатр |
| 2        | Дроздик Йосиф Рудольфович        | 02.11.2010            | середня спеціальна | позапартійний                                 | пенсіонер                                                            |
| 3        | Федюк Франческа Вікторівна       | 02.11.2010            | середня спеціальна | член Політичної партії «Наша Україна»         | Старокрасношорська сільська рада, землевпорядник                     |
| 4        | Дробніцький Павло Георгійович    | 02.11.2010            | середня            | член Партії регіонів                          | пенсіонер                                                            |
| 5        | Неделян Віолетта Тадеушівна      | 02.11.2010            | вища               | член Політичної партії «Наша Україна»         | Старокрасношорський дошкільний навчальний заклад, завідувачка        |
| 6        | Криштоф'як Павло Матіясович      | 02.11.2010            | середня            | член Всеукраїнського об'єднання «Батьківщина» | приватний підприємець                                                |
| 7        | Дроздик Юрій Францович           | 02.11.2010            | середня            | позапартійний                                 | Старокрасношорський дошкільний навчальний заклад, сторож             |
| 8        | Юрашек Леон Людвикович           | 02.11.2010            | середня            | позапартійний                                 | тимчасово не працює                                                  |
| 9        | Дерчик Марта Антонівна           | 02.11.2010            | середня спеціальна | член Політичної партії «Наша Україна»         | Старокрасношорська сільська рада, секретар сільської ради            |
| 10       | Ткачук Дмитро Георгійович        | 02.11.2010            | середня            | позапартійний                                 | тимчасово не працює                                                  |
| 11       | Корабльов Олексій Миколайович    | 02.11.2010            | середня спеціальна | член Всеукраїнського об'єднання «Батьківщина» | Сторожинецький держлісгосп, єгер                                     |
| 12       | Гусєв Роман Андрійович           | 02.11.2010            | вища               | позапартійний                                 | Красноїльське лісництво, майстер лісу                                |
| 13       | Коломійчук Георгій Костянтинович | 02.11.2010            | середня спеціальна | член Всеукраїнського об'єднання «Батьківщина» | тимчасово не працює                                                  |
| 14       | Яношевський Людвіг Фердинандович | 02.11.2010            | середня            | член Всеукраїнського об'єднання «Батьківщина» | Красноїльський обласний протитуберкульозний санаторій, завгосп       |
| 15       | Легоцький Ростислав Леонович     | 02.11.2010            | середня спеціальна | позапартійний                                 | Лаурське лісництво, лісник                                           |
| 16       | Томнюк Олександр Іванович        | 02.11.2010            | середня            | член Всеукраїнського об'єднання «Батьківщина» | тимчасово не працює                                                  |